# 粉塵

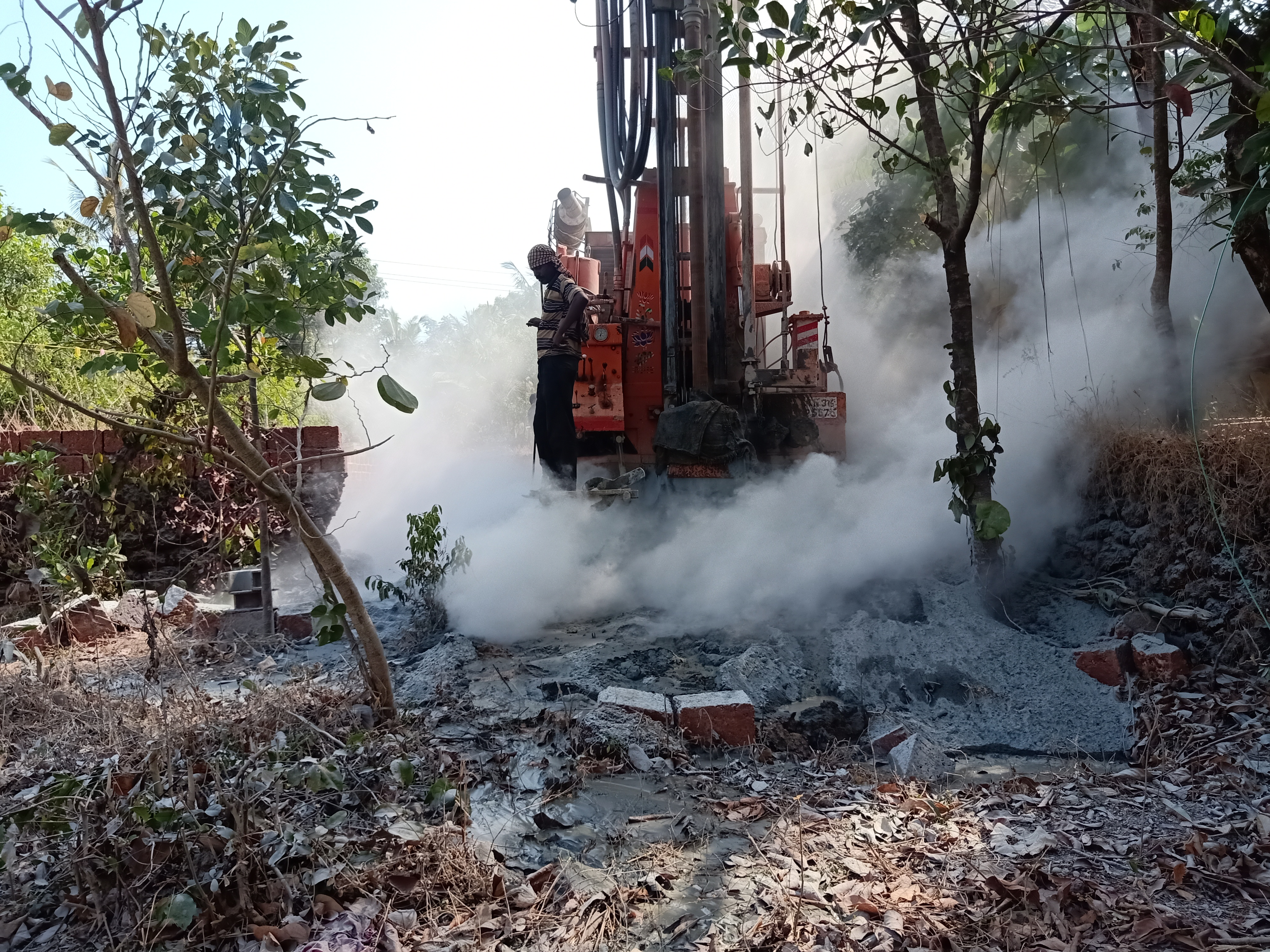
建設用ドリルで発生した粉塵

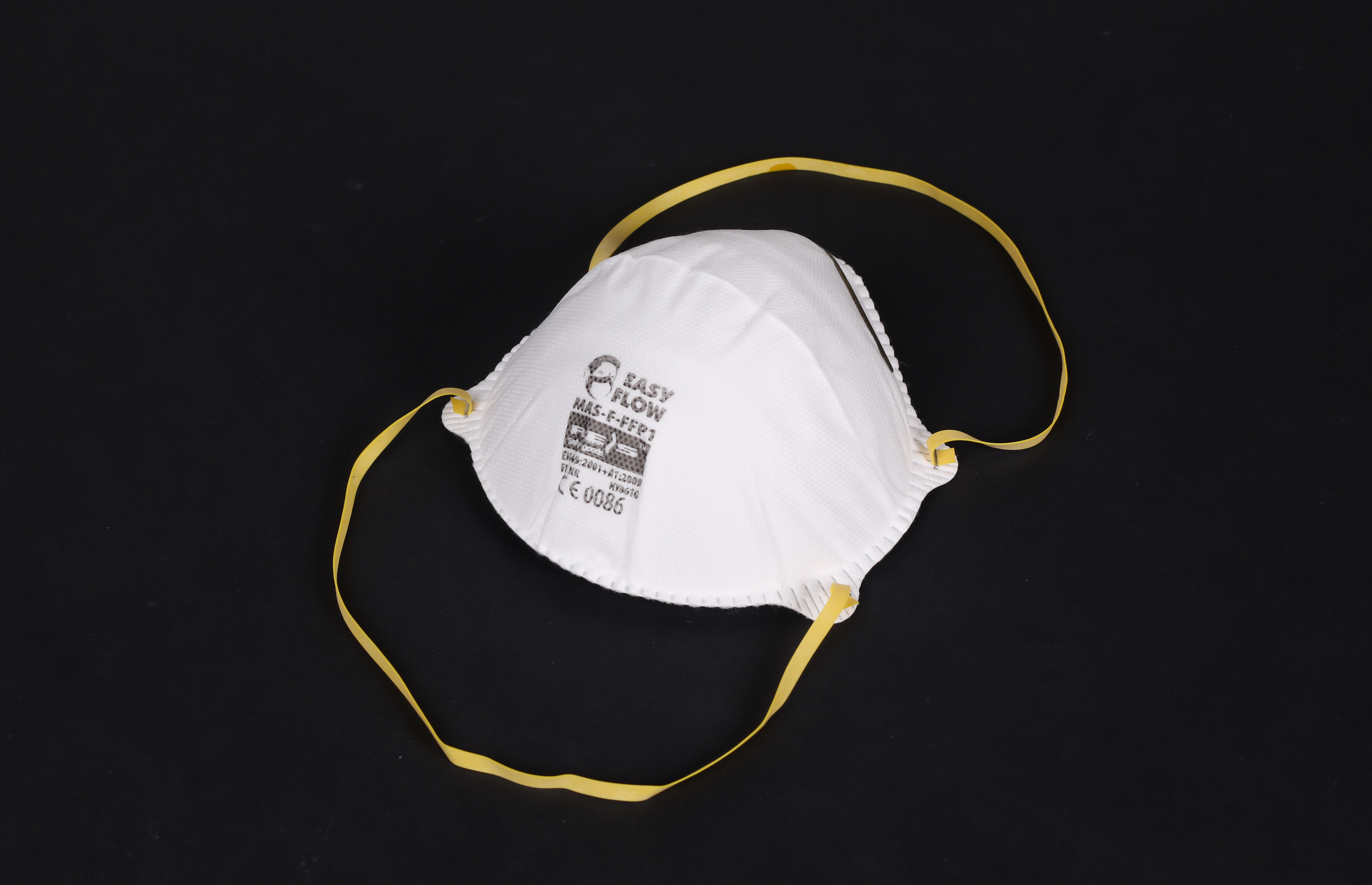
防塵マスク

粉塵（ふんじん）とは、粉のように細かく気体中に浮遊する塵（ちり）状の固体の粒子。「塵」の字が常用漢字外であるため、法令では粉じんと書かれる。
国際標準化機構では「粒径が75 μm未満の固形浮遊物」と定義されている。物の燃焼等に伴い発生するものは、煤煙（ばいえん）といい、このうち、いわゆるすすのことを煤塵（ばいじん）という。

## 粉塵の種類
無機粉塵、有機粉塵、混合粉塵に分けられる。
無機粉塵
鉱物性粉塵 Mineral dust（石英、アスベスト、タルカムなど）、金属粉塵、人工無機粉塵（カーボランダムやグラスファイバーなど）がある。
有機粉塵
動物粉塵（動物性の毛など）、植物粉塵（綿など）、人工有機粉塵（有機農薬や合成繊維など）がある。
混合粉塵
無機粉塵と有機粉塵の各種粉塵からなる2種類以上の物質が合わさって形成された粉塵。
次のように分けられることもある。
金属粉塵
金属の切断・研磨・溶接作業などの際に飛散する粉塵。
鉱物粉塵
鉱山からの鉱石の採取や鉱石の加工の際に飛散する粉塵。
動物・植物性粉塵
毛皮の加工や木材の加工の際に飛散する粉塵。

## 粉塵の性質

### 粉塵の物性
粉塵の種類により、吸湿性、粘性、可燃性、導電性など性質に違いがある。
- 吸湿性 - 吸湿性粉塵、非吸湿粉塵[1]
- 粘性 - 不粘着塵、微粘着塵、中粘着塵、強粘着塵[1]
- 可燃性 - 可燃塵、不燃塵[1]
- 導電性 - 高比抵抗塵、比抵抗値粉塵、導電性塵[1]

### 粉塵爆発
気体中にある一定の濃度の可燃性の粉塵が浮遊していると、火花などで引火して爆発を起こすことがある。これを粉塵爆発という。

## 粉塵の測定
クリーンルーム内の粉塵の測定法についてはISO 14644-1で規定されている。クリーンルームでは浮遊微粒子濃度と呼ばれる単位を用い、粒径範囲内の粒子の個数濃度である（個/m3）（個/L）（個/ft3）などで表される。
一般家庭やオフィスビルなどの建築物内は質量濃度（mg/m3）を用いる。「建築物における衛生的環境の確保に関する法律」で室内環境基準において浮遊粉塵の量が0.15mg/m3以下と規定されている。

## 粉塵の影響

### 健康被害
無機粉塵を吸い込むと塵肺、有機粉塵では過敏性肺炎という病気の原因となる。このため、一定以上の粉塵が漂う場所での作業には防塵マスクの着用が必要である。
炭鉱を含む鉱山労働者（主に坑夫）は、かつては作業中の防塵マスク着用が義務付けられていなかったため、鉱石や石炭の粉塵による塵肺での死亡が非常に多かった。

### 日本における規制
日本の大気汚染防止法では、「物の破砕、選別その他の機械的処理又はたい積に伴い発生し、又は飛散する物質」のこととし、煤煙や自動車排出ガスと共に規制している。同法では、人の健康に被害を生じるおそれのある物質を「特定粉じん」、その他を「一般粉じん」と定めている。現在、特定粉じんは、石綿のみである。これは、石綿（アスベスト）が発癌性物質であるためだが、石綿以外の粉塵でも、塵肺を起こす可能性があるため、充分に注意が必要である。
また、労働安全衛生法では、粉塵を業務に危険性または有害性をもたらすもののひとつに挙げている。このため、粉塵の要因となる原料のメーカーや取り扱い業者には化学物質安全性データシート（MSDS）などの資料により、現場の作業員に危険性、有害性、対処方法の周知をさせることが定められている。

### EUにおける規制
EUでは2011年1月6日に発効された産業排出指令（Industrial Emissions Directive 2010/75/EU）が発効し、その付属書IIでは大気汚染に関する該当物質のリストが定められ「微粒子物質を含むダスト（Dust）」が掲載されている。排出上限値は、固形あるいは液体燃料利用燃焼施設設（ガスタービンとガスエンジンは除く）や気体燃料利用燃焼施設設（ガスタービンとガスエンジンは除く）について定められている。